# Røyken
Røyken est une ancienne  kommune de Norvège, située dans le comté de Buskerud.
En 2020, elle a été rattachée à Asker.